# Semion Kurkotkin
Semion Konstantínovitx Kurkotkin (en rus: Семён Константинович Куркоткин; nascut el 13 de febrer de 1917 † 16 de setembre de 1990) va ser nomenat Mariscal de la Unió Soviètica el 1983. Va comandar la Transcaucàsia (un Districte Militar) de 1968 fins a 1971 i de les forces russes estacionades a l'est d'Alemanya des de 1971. Kurkotkin va ser nomenat ajudant del ministre de Defensa el 1972.
Kurkotkin va néixer prop deMoscou i va assistir a una escola tècnica a la capital abans d'unir-se a l'Exèrcit Roig el 1937. Va acabar l'escola de tancs Oriol el 1939 i cursa l'escola política fins al 1941.
Durant la Segona Guerra Mundial va lluitar en els cossos blindats arribant a ser un comandant de la brigada. Kurkotkin va lluitar amb el Front de Vorónej i més tard al primer Front Ucraïnès.
Després de la guerra el tinent coronel Kurkotkin va assistir a l'Acadèmia de les Forces Malinovski blindats i es va convertir en comandant d'una divisió de tancs el 1951. Completar l'Estat Major de l'Acadèmia el 1958 i va ser ascendit a general.
Va comandar la Transcaucàsia entre 1968 i 1971 i el Grup de les forces soviètiques, estacionades a l'Est d'Alemanya (1971-1972). Kurkotkin va ser nomenat ajudant del ministre de Defensa el 1972 a càrrec de les àrees de rereguarda. El 1988 es va convertir en un dels inspectors generals de l'exèrcit soviètic.